# Diego Forlán

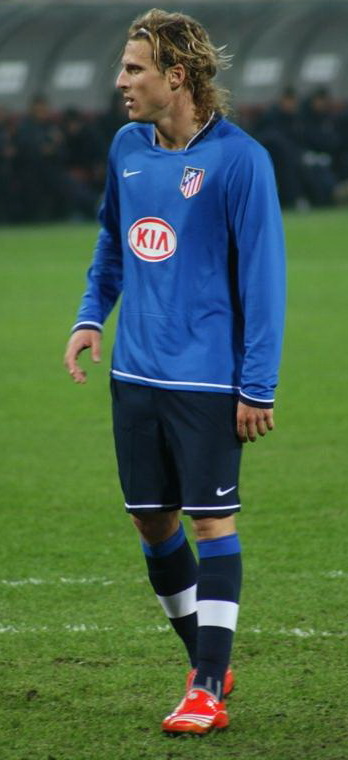
Diego Forlán 2007

Diego Forlán Martín Corazo (* 19. května 1979, Montevideo) je bývalý uruguayský fotbalový útočník, který naposledy hrál za hongkongský tým Kitchee SC. Je vítězem Pichichi Trophy a evropské Zlaté kopačky. Na mistrovství světa 2010 v Jihoafrické republice získal cenu Zlatý míč (Golden Ball) pro nejlepšího hráče šampionátu.
Narodil se do rodiny fotbalistů. Jeho otec Pablo hrál za Uruguay na světovém šampionátu v roce 1966 který se konal v Anglii a na světovém šampionátu roku 1974 který se konal v západním Německu. Jeho dědeček Juan Carlos Corazo hrál za Independiente v Argentině.

## Klubová kariéra

### Počátek kariéry
Jde o syna bývalého fotbalisty a uruguayského reprezentanta Pabla Forlána. V mládí byl slibným tenistou. Jeho sestra Alejandra se stala obětí dopravní nehody a dodnes tráví život na invalidním vozíku. Není však pravdou, že se stal slavným fotbalistou, aby mohl platit veškeré lékařské náklady, jak píše bulvár.
Forlán hrál za několik jihoamerických klubů, včetně argentinského Independiente. V roce 2002 si ho vyhlédl Alex Ferguson, manažer slavného anglického klubu Manchesteru United a nedělalo mu problém za uruguayský talent zaplatit 6,9 milionu liber.

### Manchester United
V týmu debutoval dne 29. ledna 2002 proti Bolton Wanderers FC, ale nepodařilo se mu skórovat. Na svůj první gól musel počkat až do 18. září 2002, kdy se trefil v zápase Ligy mistrů proti Maccabi Haifa. Trvalo mu to osm měsíců, respektive 27 zápasů. V dalších sezonách se mu už vedlo lépe. Stal oblíbencem fanoušků v roce 2002, kdy vstřelil dva góly proti Liverpoolu, které znamenaly vítězství na Anfield. Forlán nastřílel 17 branek za 95 zápasů, ale i tak to bylo málo ve srovnání s nejlepším útočníkem Red Devils Ruudem van Nistelrooyem, který za 210 zápasů dokázal dát 150 branek. V srpnu roku 2004 přichází na Old Trafford útočník Wayne Rooney z Evertonu a to pro Forlána znamená odchod do španělského Villarrealu.

### Villarreal
Byl připraven k přestupu do španělského klubu Levante UD, ale dne 21. srpna 2004 se o jeho služby přihlásil další španělský klub, Villarreal CF, kde se uruguayský útočník stal hvězdou týmu pod vedením chilského kouče Pellegriniho. V sezóně 2004/05 vstřelil 25 branek a získal tak Trofeo Pichichi pro nejlepšího střelce španělské Primera división. Pomohl tak Villarrealu k jeho první účasti v Lize mistrů, kde „žlutá ponorka“ (přezdívka Villarrealu) dokráčela až do semifinále, v němž podlehla Arsenalu Londýn. Také vyhrál Zlatou kopačku, když nastřílel stejně branek jako Thierry Henry.

### Atlético Madrid
Dne 30. června 2007 po odchodu kapitána Fernanda Torrese do Liverpoolu Atlético Madrid potvrdilo, že byl dohodnut jeho přestup a že Villarrealu zaplatilo 21 milionů eur. V únoru 2008 se vrátil do Anglie, to když se v poháru UEFA střetlo Atlético s anglickým mužstvem Bolton Wanderers FC (klub, proti kterému debutoval dříve ještě v dresu Manchesteru United). V sezoně 2008/09 nastřílel 32 gólů v 33 zápasech a získal ocenění Pichichi Trophy a Zlatou kopačku pro nejlepšího evropského střelce.
12. května 2010 se Atlético dostalo až do finále Evropské ligy (nástupce Poháru UEFA), které se hrálo v Hamburku v Nordbank Aréně. Soupeřem jim byl londýnský Fulham FC. Španělský klub z Madridu vyhrál 2:1, kdy dvě branky dokázal vstřelit Diego Forlán a výrazně tím pomohl svému týmu k vítězství.
27. srpna 2010 vyhrálo Atlético i Superpohár UEFA, když porazilo vítěze Ligy mistrů Inter Milán 2:0. V roce 2011 přestoupil Forlán právě do Interu Milán.

### Inter Milán
V Interu Milán strávil Forlán pouze jedinou sezónu 2011/12, poté odešel do brazilského klubu Sport Club Internacional.

### Cerezo Ósaka
Na začátku roku 2014 přestoupil Diego Forlán do japonského týmu Cerezo Ósaka.

## Reprezentační kariéra
V reprezentaci debutoval za Uruguay v roce 2002. Skórovat se mu podařilo na MS 2002 proti Senegalu, škoda jen, že byl nasazen až ve druhém poločase, kdy už Uruguay prohrávala (góly i z ofsajdu a penalty) 3:0. To stačilo jen na vyrovnání 3:3 což bylo po bezbrankové remíze v úvodním utkání s Francií málo. K postupu chyběl jen jediný gól v tomto utkání. Uruguay byla vyřazena z turnaje již v základní skupině, společně s Francií, která jako úřadující mistr světa skončila ve skupině A dokonce poslední. Forlán skóroval i proti Brazílii v 35. minutě v roce 2007 v semifinále Copa América, které nakonec vyhrála Brazílie 5:4. Poté se Forlán stal nepostradatelným pro Uruguay. 17. června 2008, zaznamenal hattrick v utkání proti Peru. Byl vyhlášen nejlepším hráčem 19. mistrovství světa.
16. června 2010 během druhého zápasu ve skupině A mistrovství světa proti domácí Jihoafrické republice vstřelil 2 branky a Uruguay tak vyhrála 3:0. Vyrovnávací branku na 1:1 vstřelil v zápasech proti Ghaně ve čtvrtfinále a Nizozemsku v semifinále, na Holanďany využívající spornost Uruguayského ofside systému to však nestačilo (2:3), stejně jako v zápase o bronz proti Německu (2:3), kde Diego v 51. minutě vstřelil dokonce branku vedoucí, na 2:1. Zařadil se tak mezi nejlepší čtyři střelce mistrovství světa, kteří dali po pěti brankách (mimo něj ještě Nizozemec Wesley Sneijder, Němec Thomas Müller a Španěl David Villa).
Copa América 2011 v Argentině byl dalším Forlánovým úspěchem. Po remíze i v prodloužení ve čtvrtfinále s domácí Argentinou 1:1 pomohl Diego první proměněnou penaltou týmu postoupit do semifinále a tam porazit Peru 2:0 (góly dával Luis Alberto Suárez). Triumf čekal Forlána ve finále s Paraguayí (přemožitelem Brazílie a Venezuely). K úvodnímu Suárezovu gólu v 11. minutě přidal Forlán ještě další dva (41´, 89´) a rozhodujícím způsobem přispěl k získání již patnáctého titulu "mistra Ameriky" pro Uruguay.
Zúčastnil se Mistrovství světa 2014 v Brazílii.
V prvním zápase šampionátu proti Kostarice příliš neuspěl. Mohl sice zvýšit na 2:0, avšak brankář Keylor Navas jeho střelu vytáhl na roh a Diego byl vystřídán. Uruguay bez Forlána a Luise Suáreze prohrála v nastaveném čase 1:3.

## Úspěchy

### Klubové
- Manchester United
  - 1× vítěz Premier League (2002/03)
  - 1× vítěz FA Cupu (2003/04)
  - 1× vítěz Community Shield (2003)
- Atlético Madrid
  - 1× vítěz Evropské ligy (2009/10)

### Individuální
- 2× vítěz Zlaté kopačky (2004/05, 2008/09)[2][6]
- 2× nejlepší střelec španělské ligy (2004/05, 2008/09)
- 1× Zlatý míč pro nejlepšího hráče MS 2010 ve fotbale